# Caryospora najadae
Caryospora najadae – gatunek pasożytniczych pierwotniaków należący do rodziny Eimeriidae z podtypu Apicomplexa, które kiedyś były klasyfikowane jako protista. Występuje jako pasożyt węży. C. najadae cechuje się tym iż oocysta zawiera 1 sporocystę. Z kolei każda sporocysta zawiera 8 sporozoitów.
Obecność tego pasożyta stwierdzono u Coluber najadum należącego do rodziny połozowatych (Colubridae).

## Sporulowana oocysta
Jest kształtu sferoidalnego o średnicy 27,9 – 36,3 μm, posiada 2 ściany o łącznej grubości 1,5 – 2 μm. Brak mikropyli, wieczka biegunowego oraz ciałka biegunowego.

## Sporulowana sporocysta i sporozoity
Sporocysty kształtu owoidalnego o długości 19,9 – 22,2 μm, szerokości 14 – 16,4 μm. Występuje ciałko Stieda oraz substieda body (SBB). Brak parastieda body (PSB).